# Světový pohár v biatlonu 2017/2018 – Östersund

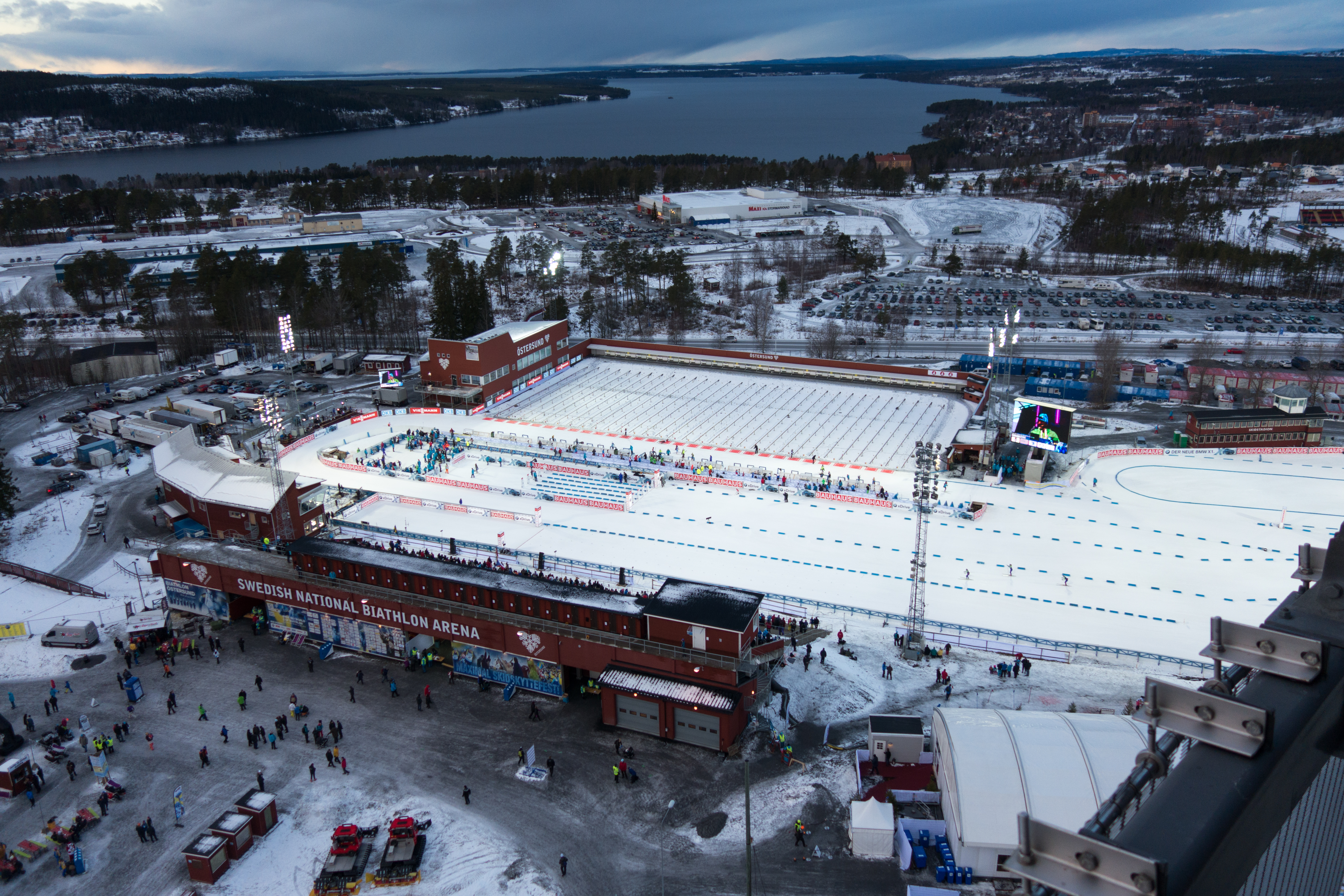
Dějiště světového poháru – Skidskyttestadion ve švédském Östersundu (2015)

1. podnik Světového poháru v biatlonu v sezóně 2017/18 probíhal od 26. listopadu do 3. prosince 2017 ve švédském Östersundu. Na programu podniku byly vytrvalostní závody, závody ve sprintech, stíhací závody, smíšená štafeta a smíšený závod dvojic.

## Průběh závodů
Závodů se nezúčastnila nejlepší česká závodnice minulé sezóny Gabriela Soukalová, která do Östersundu sice přijela, ale kvůli bolesti lýtkových svalů, vycházející z chronického přetížení achilovek, nebyla stále schopna plně trénovat. Nestartovala ani nejlepší žena minulé sezóny Laura Dahlmeierová, která těsně před začátkem světového poháru onemocněla.

### Smíšený závod dvojic
První závod sezóny vyhráli rakouští reprezentanti, když se Simon Eder dostal v druhém úseku do čela a s Lisou Hauserovou udržovali vedení až do cíle. Překvapením byla třetí pozice kazachstánské dvojice, když Maxim Braun předjel těsně před cílem ukrajinského a švédského závodníka, kteří upadli. Naopak favorizovaní Francouzi dojeli až čtvrtí. Za český tým nastoupili Jessica Jislová a Michal Šlesingr. Slabší střelba – museli celkem 10× dobíjet – a až na výjimky pomalejší běh nestačily na lepší než 10. místo. „V té první části to šlo, ale potom už jsem začal kejsnout,“ přiznal Šlesingr.

### Smíšená štafeta
Štafetu rozjela Eva Puskarčíková, která udělala na střelnici dvě chyby, ale předávala Veronice Vítkové s odstupem jen 8 sekund na vedoucí Švédky. Vítková však nezasáhla 7 terčů, musela  – stejně jako ve štafetě zde před rokem – na jedno trestné kolo a klesla na 14. pozici. Tu nevylepšil ani průměrně střílející, ale pomalu běžící Ondřej Moravec. Michal Krčmář sice střílel na posledním úseku bezchybně, ale rozestupy mezi závodníky už byly tak velké, že ani dobrým během nevylepšil českou pozici na lepší než 13. místo. Zvítězili Norové, když Emil Hegle Svendsen využil špatné střelby Itala Lukase Hofera v posledním kole. Překvapením bylo čtvrté místo slovenské štafety, která v průběhu závodu dlouho jela jako druhá.

### Vytrvalostní závody
Kvůli velkému mrazu nasadily týmy své nejlepší závodnice do prvních losovaných skupin, přesto většina favoritek na střelnici několikrát chybovala. Eva Puskarčíková zaujala čistou střelbou, ale pomaleji běžela. Dlouho se udržovala na průběžném druhém místě, ale nakonec skončila sedmá. Veronika Vítková byla na trati rychlejší, ale při střelbách vstoje udělala po jedné chybě a dojela na 12. místě. Lea Johanidesová střílela také bezchybně, ale spolu s ostatními českými reprezentantkami skončila až v druhé polovině výsledkové listiny. Poprvé v kariéře zvítězila Běloruska Naděžda Skardinová, těsně za ní skončila Norka Synnøve Solemdalová, která se tak vrátila na stupně vítězů po 3 letech.
V závodě mužů rozhodovala především čistá střelba. V prvních třech položkách byl Francouz Martin Fourcade bezchybný a průběžně vedl, ale při čtvrté nezasáhl dva terče a ani rychlým během nedokázal zvítězit. Nor Johannes Thingnes Bø běžel ještě o 14 sekund rychleji. Navíc bezchybně střílel a tak vyhrál s náskokem přes dvě minuty. Českým reprezentantům se nedařilo: Ondřej Moravec udělal sice jen jednu chybu na střelnici, ale velmi pomalu běžel a dosáhl jen na 30. pozici v cíli. O čtyři místa před ním skončil rychlejším během Michal Šlesingr, který však nezasáhl tři terče. Michal Krčmář nesestřelil pět terčů a dojel na 66. místě.

### Sprinty
V závodě žen se dařilo Veronice Vítkové, která sice pomalou, ale bezchybnou střelbu doplnila solidním během a dojela jako osmá. Eva Puskarčíková dojela na 32. místě, když běžela pomaleji a jednou chybovala při střelbě vstoje. Další české reprezentantky nepostoupily do stíhacího závodu: nejlepší z nich byla Lea Johanidesová, která stejně jako ve vytrvalostním závodě neudělala ani jednu chybu, ale se sedmým nejhorším běžeckým časem to stačilo jen na 67. pozici. V závodě zvítězila – poprvé v kariéře – Němka Denise Herrmannová, která nejrychlejším běžeckým časem eliminovala jednu chybu na střelnici.
V mužském sprintu dlouho vedl Martin Fourcade, který jednu chybu na střelnici eliminoval velmi rychlým během. Ke konci závodu, kdy ustával déšť, vyjel na trať Nor Tarjei Bø, který také nezasáhl jeden terč, ale přes zpomalení v posledním kole dojel do cíle o 0,7 sekund později. Českým reprezentantům se zejména běžecky nedařilo: na bodovaných místech dojel jen Michal Šlesingr na 38. pozici. Přesto však čtyři z pěti postoupili do stíhacího závodu.

### Stíhací závody
První pozici ze sprintu obhájila ve stíhacím závodě Němka Denise Herrmannová. Na třetí položce sice udělala dvě chyby a předjela ji čistě střílející Justine Braisazová, ale Herrmannová ji do další střelby dojela. Hned v prvním stoupání po střelnici se pak dostala před ní a náskok zvyšovala až do cíle. České reprezentantky si pohoršily své postavení ze sprintu: Veronika Vítková sice jela rychle, ale v druhé položce špatně zareagovala na silnější vítr, udělala zde tři chyby (celkem pět) a do cíle dojela na 20. pozici. Eva Puskarčíková si se čtyřmi nezasaženými terči pohoršila na 45. místo.
V závodě mužů si všichni čeští závodníci zlepšili svoji startovní pozici. Největší skok udělal Ondřej Moravec, který se s jednou chybou při poslední položce posunul z 44. na 22. místo, a Tomáš Krupčík, který se zlepšil z 45. na 32. pozici. Zvítězil Martin Fourcade, který se po druhé střelecké položce posunul do čela a čistou střelbou nedal soupeřům šanci se k němu přiblížit. Za ním dojel Slovinec Jakov Fak, který se do světového poháru vrátil po téměř roční přestávce.

## Program závodů
Oficiální program:
| Datum         | Disciplína                | Začátek (SEČ) | Počet závodníků |
| ------------- | ------------------------- | ------------- | --------------- |
| 26. listopadu | Smíšený závod dvojic      | 14:15         | 23 dvojic       |
| 26. listopadu | Smíšená štafeta           | 17:10         | 24 týmů         |
| 29. listopadu | Vytrvalostní závod (ženy) | 17:15         | 102             |
| 30 listopadu  | Vytrvalostní závod (muži) | 17:15         | 108             |
| 1. prosince   | Sprint (ženy)             | 17:45         | 104             |
| 2. prosince   | Sprint (muži)             | 14:45         | 107             |
| 3. prosince   | Stíhací závod (ženy)      | 13:15         | 59              |
| 3. prosince   | Stíhací závod (muži)      | 15:15         | 59              |

## Pořadí zemí
| Pořadí | Země       | 1. místo | 2. místo | 3. místo | Celkově |
| ------ | ---------- | -------- | -------- | -------- | ------- |
| 1.     | Norsko     | 3        | 1        | 1        | 5       |
| 2.     | Německo    | 2        | 1        | 2        | 5       |
| 3.     | Francie    | 1        | 4        | 2        | 7       |
| 4.     | Bělorusko  | 1        | 0        | 0        | 1       |
| 4.     | Rakousko   | 1        | 0        | 0        | 1       |
| 6.     | Itálie     | 0        | 1        | 0        | 1       |
| 6.     | Slovinsko  | 0        | 1        | 0        | 1       |
| 8.     | Ukrajina   | 0        | 0        | 2        | 2       |
| 9.     | Kazachstán | 0        | 0        | 1        | 1       |
|        | Celkem     | 8        | 8        | 8        | 24      |

## Umístění na stupních vítězů

### Muži
| Disciplína                 | První místo          | Výkon   | Druhé místo            | Výkon   | Třetí místo            | Výkon   |
| Vytrvalostní závod (20 km) | Johannes Thingnes Bø | 53:24,5 | Quentin Fillon Maillet | 55:25,5 | Martin Fourcade        | 55:38,8 |
| Sprint (10 km)             | Tarjei Bø            | 22:40,6 | Martin Fourcade        | 22:41,3 | Erik Lesser            | 22:44,3 |
| Stíhací závod (12,5 km)    | Martin Fourcade      | 30:12,2 | Jakov Fak              | 30:53,0 | Quentin Fillon Maillet | 30:55,1 |

### Ženy
| Disciplína                 | První místo        | Výkon   | Druhé místo         | Výkon   | Třetí místo    | Výkon   |
| Vytrvalostní závod (15 km) | Naděžda Skardinová | 42:57,4 | Synnøve Solemdalová | 43:00,3 | Julija Džymová | 43:09,4 |
| Sprint (7,5 km)            | Denise Herrmannová | 19:54,8 | Justine Braisazová  | 20:10,0 | Julija Džymová | 20:14,4 |
| Stíhací závod (10 km)      | Denise Herrmannová | 30:02,7 | Justine Braisazová  | 30:28,5 | Marte Olsbuová | 30:50,7 |

### Smíšené štafety
| Disciplína                        | První místo                                                                           | Výkon     | Druhé místo                                                             | Výkon     | Třetí místo                                                                   | Výkon     |
| Smíšený závod dvojic (6 + 7,5 km) | Rakousko Lisa Hauserová Simon Eder                                                    | 36:17,0   | Německo Vanessa Hinzová Erik Lesser                                     | 36:33,5   | Kazachstán Galina Višněvská Maxim Braun                                       | 36:49,7   |
| Smíšená štafeta (2x6 + 2x7,5 km)  | Norsko Ingrid Tandrevoldová Tiril Eckhoffová Johannes Thingnes Bø Emil Hegle Svendsen | 1:11:31,7 | Itálie Lisa Vittozziová Dorothea Wiererová Dominik Windisch Lukas Hofer | 1:11:37,0 | Německo Franziska Preussová Maren Hammerschmidtová Benedikt Doll Arnd Peiffer | 1:11:38,1 |